# Капелла Оветари
Капелла Оветари (итал. Cappella Ovetari) — капелла в правом крыле церкви Эремитани в Падуе. Известна циклом фресок эпохи Возрождения, созданным Андреа Мантеньей и другими художниками в период с 1448 по 1457 год. Ансамбль фресок был практически полностью уничтожен в результате бомбардировки союзников в 1944 году: до наших дней сохранились только две сцены и несколько фрагментов, восстановление которых завершилось лишь в 2006 году. Оригинальные фрески известны по чёрно-белым фотографиям начала XX века.

## История
Антонио Оветари был падуанским нотариусом, который после своей смерти оставил крупную сумму на украшение семейной капеллы в церкви Эремитани. Проект был реализован его вдовой, которая в 1448 году заказала работу группе художников, в которую входили старший Джованни д’Алеманья, Антонио Виварини (венецианский художник поздней готики) и два молодых падуанца, Никколо Пиццоло и Андреа Мантенья. Последнему в то время было семнадцать лет, и он только что начал свое ученичество в мастерской Скварчоне. Согласно первоначальному соглашению, первые два художника должны были расписать арку историями Страстей Христовых (так и не выполненными), крестовый свод и правую стену (Истории святого Христофора), в то время как двое падуанцев должны были расписать остальное, включая левую стену (Истории святого Иакова, сына Зеведея) и апсиду.

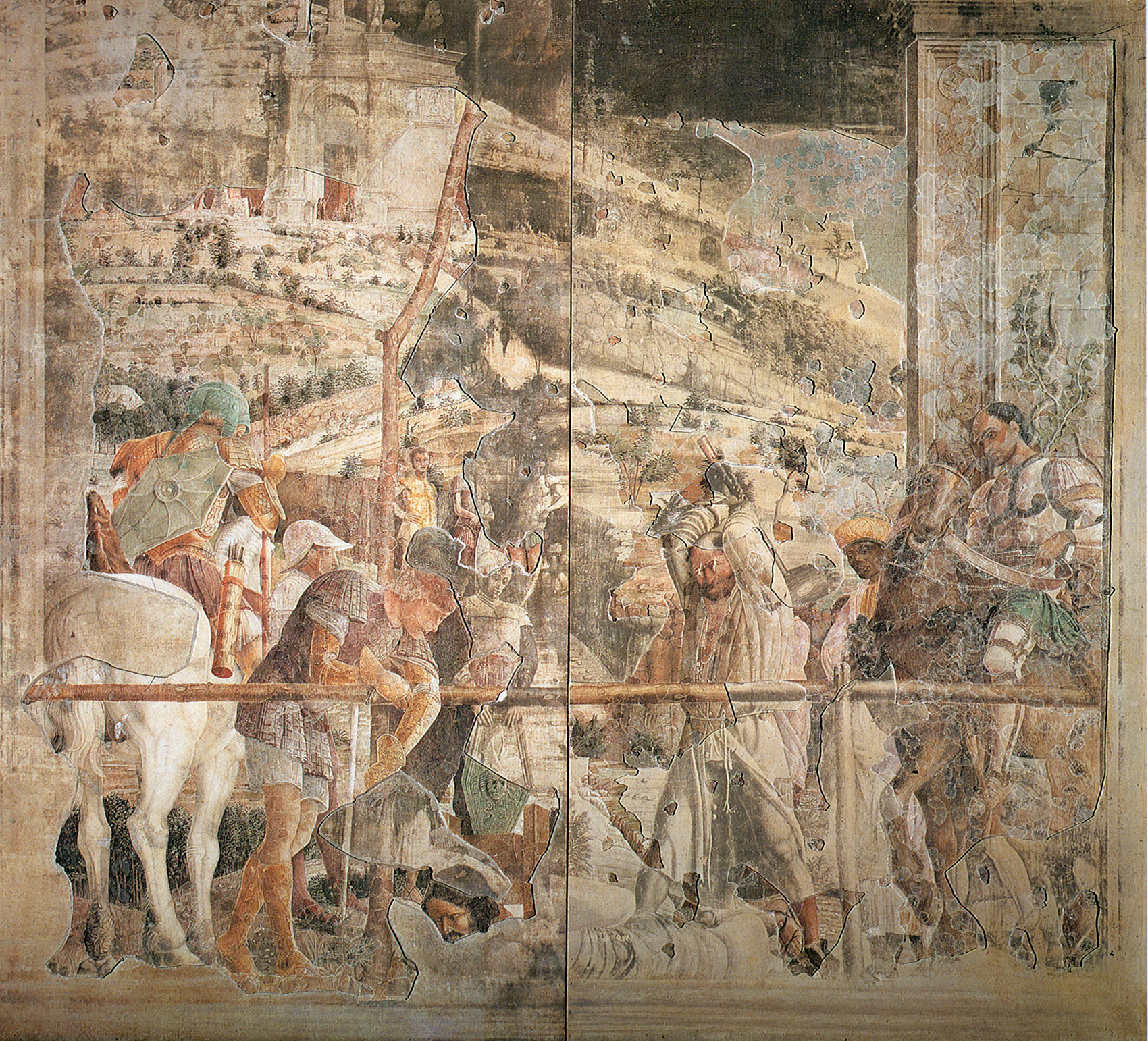
Фреска «Мученичество святого Иакова» (1449 год) в капелле Оветари — первая большая работа 18-летнего Монтеньи. Сохранилась частично.

В 1449 году между Мантеньей и Пиццоло возникли первые личные проблемы: последний обвинил первого в постоянном вмешательстве в создание алтаря капеллы. Это привело к перераспределению работ между художниками; возможно, именно по этой причине Мантенья прервал работу и отправился на время в Феррару. В 1450 году Джованни д’Алеманья, выполнивший только декоративные фестоны свода, умер; в следующем году Виварини также оставил работу, завершив четырёх евангелистов на своде. Их заменили Боно да Феррара и Ансуино да Форли, стиль которых находился под влиянием Пьеро делла Франчески. Мантенья начал работу со свода апсиды, где он поместил трёх святых, совмещённых с Учителями Церкви Пиццоло. Позднее Мантенья, вероятно, переместил положение изображения «Призвание святых» в люнет на левой стене вместе с фресками Иакова и Иоанна и проповеди святого Иакова, завершенные в 1450 году, а затем перемещенные в средний сектор.
В конце 1451 года работы были остановлены из-за нехватки средств. Они были возобновлены в ноябре 1453 года и завершены в 1457 году. На втором этапе Мантенья работал в одиночку, поскольку Пиццоло также умер в 1453 году. Мантенья завершил Истории святого Иакова, расписал центральную стену фреской Успения Богородицы, а затем завершил нижний сектор Истории святого Христофора, начатый Боно да Феррара и Ансуино да Форли, где он написал две объединённые сцены: Мученичество и перенесение тела святого Христофора.
В 1457 году вдова Оветари подала в суд на Мантенью, обвинив его в том, что в «Успении» он изобразил только восемь апостолов вместо двенадцати. Для решения этого вопроса были вызваны два художника из Милана — Пьетро да Милано и Джованни Сторлато. Они обосновали выбор Мантеньи нехваткой места.

## Разрушение капеллы и попытки восстановления фресок

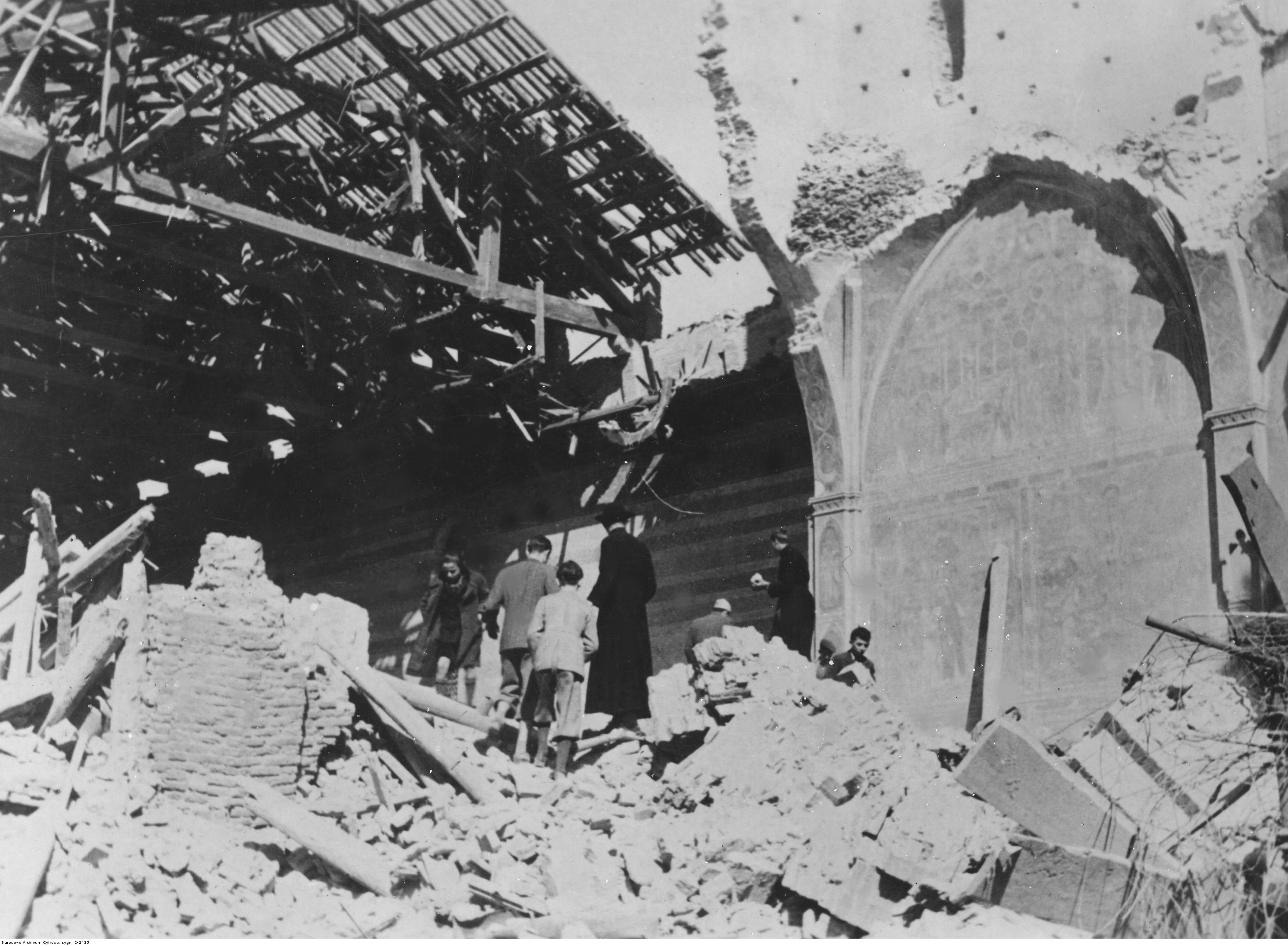
Руины капеллы Оветари после бомбардировки союзной авиацией

Около 1880 года со стен были сняты две сцены: «Успение» и «Мученичество святого Христофора». Во время Второй мировой войны обе фрески хранились в отдельном месте и, таким образом, были спасены от уничтожения вместе со всем остальным циклом во время бомбардировки союзнической авиацией 11 марта 1944 года. Разрушенные сцены сегодня известны по черно-белым фоторепродукциям.
Немедленно после того, как Падую заняли англо-американские войска, на развалины капеллы прибыли художественные эксперты, задачей которых было собрать все фрагменты фресок. Ситуация была осложнена тем, что, начиная с 1944 года, все более-менее крупные фрагменты разбирались «любителями искусства», как из состава немецкой армии, так и местными жителями. Искусствоведы надеются, что часть фрагментов до сих пор хранятся в личных коллекциях и призывы вернуть их регулярно возобновляются; итальянское государство гарантирует, что никаких штрафов или других санкций к владельцам драгоценных останков не последует. В 1946 году начались работы, продолжавшиеся на протяжении десятилетий, по попытке найти в развалинах стен капеллы и сохранить десятки тысяч фрагментов разрушенных фресок. Работы проводил центральный реставрационный институт Италии — Istituto Centrale per il Restauro. На холстах, на которые были нанесены черно-белые изображения фресок с фотографий предыдущих лет, выкладывались все найденные фрагменты изображений. Часть из фресок были перенесены на восстановленные стены капеллы, посетители церкви могут оценить по фрагментам палитру Мантеньи и получить общее представление о композиции по репродукции несохранившихся частей фресок с фотографий 1930-х годов. В 1990-х годах был начат новый этап работ — проект получил имя Anastilosi. В 2005 году стартовал ещё один этап, реставраторы всё ещё надеются восстановить паззл из хранящихся и пока не перенесённых на стены фрагментов. В частности, частично восстановлена фреска с изображением святого Христофора Николо Пиццоло.

## Описание

### Архитектура
Капелла состоит из входного помещения с прямоугольным основанием, перекрытого крестовым сводом, который соединен с пятиугольной апсидой, образованной аркой, в которой имеется круглый проем и четыре окна, освещающие помещение.

### Фрески
Капелла была посвящена святым Иакову и Христофору. Две боковые стены были посвящены историям каждого святого, шесть эпизодов были размещены в трёх секциях. Верхний состоял из круглого люнета. Несмотря на участие в работе нескольких художников, композиция цикла обычно приписывается Мантенье, который разработал сочетание изображений с архитектурным обрамлением. Изображенные истории были вдохновлены «Золотой легендой» Якоба Ворагинского.

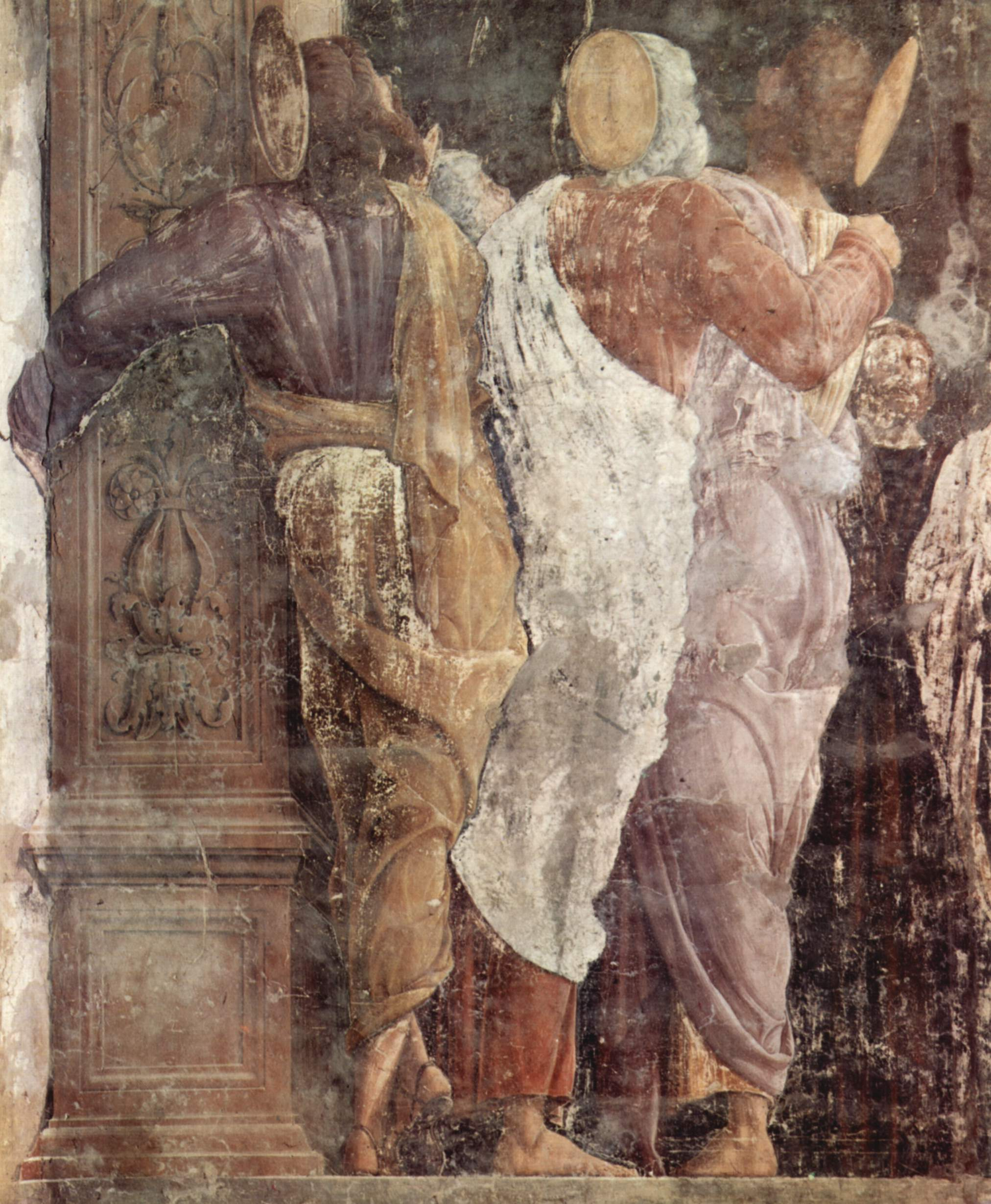
Деталь Успения Пресвятой Богородицы.

Северная стена была полностью расписана Мантеньей и включала:
- Призвание святых Иакова и Иоанна
- Проповедь святого Иакова
- Святой Иаков крестит Гермогена
- Суд святого Иакова
- Чудо святого Иакова
- Мученичество святого Иакова

На южной стене были изображены Истории святого Христофора:
- Святой Христофор покидает короля, Ансуино да Форли (приписывается)
- Святой Христофор и король дьяволов, Ансуино да Форли (приписывается)
- Святой Христофор, перевозящий младенца, Боно да Феррара (подпись)
- Святой Христофор проповедует, Ансуино да Форли (подпись)
- Мученичество святого Христофора Андреа Мантенья
- Перевозка обезглавленного тела святого Христофора, картина Андреа Мантеньи.

На центральной стене, где находится окно, находится изображение Успения Богородицы работы Мантеньи. Имеются также дополнительные фрагменты, вероятно, нарисованные на опорах. Свод был украшен четырьмя евангелистами Антонио Виварини между гирляндами Джованни д’Алеманьи, а апсида была разделена на сектора, где Мантенья изобразил святых Петра, Павла и Христофора в каменной раме с фруктовыми гирляндами. Эти фигуры имеют сходство с фресками Андреа дель Кастаньо в венецианской церкви Сан-Дзаккария (1442) как по формату, так и по скульптурной выразительности. Похожим является и облако, на котором стоят фигуры.
В остальных местах находились Благословляющий Вечный Отец и Учителя Церкви в рамах, расписанных фресками Никколо Пиццоло. Учителя церкви были величественными фигурами, святые изображались как ученые-гуманисты, работающие в своих студиях. На арке изображены две большие головы, которые обычно идентифицируются как автопортреты Мантеньи и Пиццоло. Убранство капеллы завершает алтарный образ из терракоты, покрытый бронзой, работы Пиццоло, который, хотя и сильно поврежден, все ещё существует. На барельефе изображена Святая беседа.